# Daniel Moncharé
Daniel Ntieche Moncharé (Yaoundé, 1982. január 24. –) kameruni válogatott labdarúgó.

## Sikerei, díjai

### Klub
- FUS de Rabat
  - CAF-konföderációs kupa: 2010
  - Marokkói kupa: 2010